# Usa River, Tanzania
Usa River  este un oraș  în  partea de nord a Tanzaniei, în regiunea Arusha. Industria textilă (prelucrarea bumbacului).